# Xalticpac, Cuetzalan del Progreso
Xalticpac är en ort i Mexiko.   Den ligger i kommunen Cuetzalan del Progreso och delstaten Puebla, i den sydöstra delen av landet, 190 km öster om huvudstaden Mexico City. Xalticpac ligger 485 meter över havet och antalet invånare är 138.
Terrängen runt Xalticpac är huvudsakligen kuperad, men norrut är den platt. Runt Xalticpac är det ganska tätbefolkat, med 134 invånare per kvadratkilometer. Närmaste större samhälle är Ciudad de Cuetzalan, 9,1 km väster om Xalticpac. I omgivningarna runt Xalticpac växer i huvudsak städsegrön lövskog.